# Овсорок (село)
Овсорок — село в Жиздринском районе Калужской области. Административный центр сельского поселения «Село Овсорок».

## География
Село расположено в 30 км к югу от районного центра города Жиздры, у места впадения реки Дубровки в реку Овсорок — левый приток Болвы. Рядом с селом проходит автодорога федерального значения М3 «Украина». Часовой пояс — UTC+3:00. 

## История
Впервые упоминается как село Высокое в 1678 году в списке селений, относящихся к Батоговской волости Северского разряда Брянского уезда.
В 1777 село вошло в состав образовавшегося Жиздринского уезда, а в 1861 году уезд был поделён на 37 волостей, и Овсорок стал административным центром Овсорокской волости. В 1852 году в селе была основана церковь Петра и Павла с приходской школой, впоследствии уничтоженная немецкими войсками в годы Великой Отечественной войны. Согласно списку населённых мест Калужской губернии за 1897 г., в селе числилось 612 мужчин и 649 женщин.
В 1920 году уезд вместе с волостью и селом в его составе были перечислены в Брянскую губернию. В середине 1920-х, после упразднения Овсорокской волости, село оказалось на территории Судимирской волости. В 1929—1937 годы село находилось на территории Западной области, а после её упразднения оказалось на территории Орловской области. В январе 1942 года 66 жителей села были расстреляны немецкими войсками; на месте братской могилы, где они были похоронены, установлен обелиск. В 1944 году в составе Жиздринского района вошло в состав Калужской области

## Население
| 2002 | 2010 |
| ---- | ---- |
| 255  | ↘234 |

### Национальный состав
Согласно результатам переписи 2002 г., 96% населения составляли русские.

## Инфраструктура
Овсорокской сельский дом культуры.  Овсорокская средняя общеобразовательная школа. 
Церковь Петра и Павла в Овсороке

## Транспорт
Село доступно автотранспортом. Остановка общественного транспорта «Овсорок». На июнь 2022 года действуют автобусные маршруты  "Жиздра – Огорь", маршрутки 4390 и 4749.